# Hartmut Werner
Hartmut Werner (* 18. Juli 1949 in Walsum) ist ein ehemaliger deutscher Fußballspieler. Der Stürmer lief in den 1960er und 1970er Jahren in der zweitklassigen Regionalliga und der 2. Bundesliga auf und bestritt dort über 200 Meisterschaftsspiele.

## Sportlicher Werdegang
Werner rückte Anfang 1968 bei Hamborn 07 aus der Jugend in die in der zweitklassigen Regionalliga West antretende Wettkampfmannschaft auf. Mit der Mannschaft platzierte er sich in den folgenden Jahren im mittleren Tabellenbereich, am Ende der Spielzeit 1969/70 rettete sich der Klub mit zwei Punkten Vorsprung auf den von Liganeuling SSVg Velbert belegten besten Abstiegsplatz vor dem Gang in die Drittklassigkeit. Dabei hatte er mit elf Saisontoren maßgeblich zum Klassenerhalt beigetragen.
Werner hatte unterdessen das Interesse des von Mäzen Klaus Steilmann unterstützten Ligakonkurrenten SG Wattenscheid 09 geweckt, dem er sich im Sommer 1970 anschloss. Unter Cheftrainer Hubert Schieth kam er anfangs nur unregelmäßig zum Einsatz, da dieser vornehmlich auf Gerd Haselhoff und Ewald Hammes im Angriff setzte. In der Spielzeit 1971/72 war er mit elf Saisontoren vor den jeweils neunfach erfolgreichen Hammes und Hannes Bongartz bester vereinsinterner Torschütze.
Im Sommer 1972 wechselte Werner zum FC Bayern Hof, der erst in der Aufstiegsrunde den Sprung in die Bundesliga verpasst hatte, in die Regionalliga Süd und qualifizierte sich mit dem Klub am Ende der Regionalliga-Spielzeit 1973/74 für die neu eingeführte 2. Bundesliga. Hier avancierte er zum erfolgreichsten Torschützen in der Vereinsgeschichte, bis zum Abstieg am Ende der Spielzeit 1978/79 erzielte er 43 Tore in der neuen Spielklasse. Besonders erfolgreich war er dabei in der Spielzeit 1975/76, als er sich mit 20 Saisontoren in der Top 10 der Torschützenliste der Südstaffel platzierte. Mindestens in der Spielzeit 1978/79 lief er für den Klub noch in der drittklassigen Bayernliga auf, der Klub verpasste dort als Tabellensechster im Endklassement den Wiederaufstieg.